# حنا دختری در مزرعه
حنا، دختری در مزرعه با نام اصلی کاتری، دختر چمنزار (به ژاپنی: 牧場の少女カトリ، به انگلیسی: Katri, Girl of the Meadows) که در ژاپن با نام میکاسا نیز شناخته می‌شود. یک مجموعه تلویزیونی انیمه ۴۹ قسمتی است که توسط استودیو نیپون انیمیشن ساخته شده‌است. این انیمیشن بر اساس رمان فنلاندی تحت عنوان "Paimen, piika ja emäntä" به قلم آاونی نولیوارا ساخته شده‌است.
این انیمیشن توانست در اروپا محبوبیت انیمیشن‌های داستان آلپ: آنت من (۱۹۸۳) و پرنسس سارا (۱۹۸۵) را به دست آورد و در کشورهای اسپانیا، ایتالیا، آلمان و فرانسه توانست حتی  محبوبیت انیمیشن‌های هایدی، دختر آلپ (۱۹۷۴) و زنان کوچک (۱۹۸۷) که در آن کشورها پخش شده بودند را به دست آورد.
با اینکه روایت این انیمیشن در کشور فنلاند بود اما حتی در این کشور پخش نشد و برای کودکان فنلاندی ناشناخته ماند. پخش این انیمیشن از ۸ ژانویه ۱۹۸۴ در شبکه فوجی تلویژن آغاز شده و تا ۲۳ دسامبر ۱۹۸۴ ادامه داشته‌است.

## صداپیشگان
| نقش                                                    | دوبلور             |
| ------------------------------------------------------ | ------------------ |
| حنا                                                    | شیوا گورانی        |
| نیک                                                    | نوشابه امیری       |
| خانم سارا                                              | آزیتا لاچینی       |
| عمه خانم                                               | ناهید شعشعانی      |
| تیتراژ - آقای ساشا - آقای یاشار - باغبان خانه عمه خانم | کنعان کیانی        |
| مادر حنا - الناز - المیرا - سولماز                     | زهرا آقارضا        |
| راوی - پسرک چوپان                                      | آزیتا یاراحمدی     |
| خانم مری - خانم سونیا                                  | مهوش افشاری        |
| خانم لوتا - سلما                                       | آذر دانشی          |
| سِودا - رکسانا                                          | مهین بزرگی         |
| مادربزرگ حنا                                           | بدری نوراللهی      |
| پدربزرگ حنا                                            | احمد هاشمی         |
| آقای تیمو                                              | عباس نباتی         |
| عموی آقای تیمو                                         | عزت‌الله گودرزی     |
| سونا                                                   | ایران بزرگمهری راد |
| آقای میکائیل                                           | غلام‌علی افشاریه    |
| پدرِ خانمِ سارا                                          | مهدی آژیر          |
| ممتحن                                                  | حسین حاتمی         |
| نقش‌های گوناگون                                         | محمد عبادی         |
| نقش‌های گوناگون                                         | عباس سعیدی         |